# Opius rugosulus
Opius rugosulus är en stekelart som beskrevs av Fischer 1962. Opius rugosulus ingår i släktet Opius och familjen bracksteklar. Inga underarter finns listade i Catalogue of Life.